# Taphrina betulina
Taphrina betulina Rostr. – gatunek grzybów z klasy szpetczaków (Taphrinomycetes). Grzyb mikroskopijny, pasożyt rozwijający się na liściach brzóz (Betula). Powoduje powstawanie czarcich mioteł brzóz.

## Charakterystyka
Mikroskopijny grzyb dymorficzny, to znaczy tworzący dwie morfy. Postać płciowa (teleomorfa) jest pasożytem występującym w postaci strzępkowej pod skórką lub kutykulą porażonych brzóz. Tworzy dikariotyczne komórki wytwarzające worki. Worki te ułożone są palisadowo, zazwyczaj są cylindryczne i są trwałe, tzn. w miarę dojrzewania zarodników nie zanikają. Powstaje w nich po 8 askospor uwalnianych równocześnie. Askospory są szkliste, kuliste lub elipsoidalne, bezprzegrodowe. Postać bezpłciowa (anamorfa) jest drożdżopodobnym saprotrofem. Powstaje z askospor przez pączkowanie.
Dokonano rozszyfrowania genomu T. betulina ze szczepu UCD315, wyizolowanego z gleby w Irlandii. Genom jest haploidalny i ma długość 12,5 Mb.

## Systematyka i nazewnictwo
Pozycja w klasyfikacji według Index Fungorum: Taphrina, Taphrinaceae, Taphrinales, Taphrinomycetidae, Taphrinomycetes, Taphrinomycotina, Ascomycota, Fungi.
Synonimy:
- Ascomyces turgidus (Sadeb.) W. Phillips 1887
- Exoascus betulinus (Rostr.) Sadeb. 1892
- Exoascus turgidus Sadeb. 1883
- Taphrina turgida (Sadeb.) Giesenh. 1895